# Baguer-Pican
Baguer-Pican é uma comuna francesa na região administrativa da Bretanha, no departamento Ille-et-Vilaine. Estende-se por uma área de 15,56 km². Em 2010 a comuna tinha 1 714 habitantes (densidade: 110,2 hab./km²).